# 锡金早熟禾
锡金早熟禾（学名：Poa sikkimensis）为禾本科早熟禾属下的一个种。